# Call of Juarez: Bound in Blood
Call of Juarez: Bound in Blood es un videojuego de disparos en primera persona tematizado en Western ambientado en los años de 1864-1866. Call of Juarez: Bound in Blood fue anunciado el 14 de enero de 2009 y utiliza Chrome Engine 4, la cuarta generación de motor de videojuego de Techland.[cita requerida] 
Desarrollado por Techland y publicado por Ubisoft, es una precuela de Call of Juarez que debutó en 2006 para Microsoft Windows y 2007 en la Xbox 360. El juego fue lanzado para Microsoft Windows, PlayStation 3 y Xbox 360 el 30 de junio de 2009.

## Trama
La historia comienza con los hermanos Ray y Thomas McCall apuntando sus armas el uno al otro. William, su hermano menor, se lamenta de cómo las cosas entre ellos se degeneraron hasta el punto de convertirse en enemigos mortales, diciendo que eran una familia. Un disparo se escucha.
Dos años antes, en 1864, Ray y Thomas luchan en la Guerra de Secesión en el lado de la Confederación. Después de derrotar al enemigo, se les ordena retirarse a Jonesboro. Ellos se niegan, abandonando sus puestos para salvar su hogar de las tropas de la Unión. Cuando llegan, encuentran a su madre muerta. Ray promete reconstruir su casa, y sabiendo que su superior el Coronel Barnsby no los dejará en paz, huyen, llevando a su hermano menor, William, con ellos. El coronel Barnsby llega pocas horas después, diciendo a O'Donell, su superior, que va a seguirlos y ahorcarlos personalmente.
Un año más tarde, en 1865, tienen una pelea por una chica y un altercado con el sheriff de Fort Smith, Arkansas, lo que lleva a su muerte. Los residentes de la ciudad atacan al trío, y se escapan en un carruaje. Se llevan los caballos, pero no antes de que Ray advierta a Thomas que lo matará si se lleva otra chica de él.
En la actualidad, 1866, los McCall deciden dirigirse a México para encontrar el Tesoro Perdido de Cortés, con la intención de usarlo para reconstruir su casa. Más tarde, mientras están en un salón de México otra vez en San Lorenzo, una mujer llamada Marisa llama la atención de Ray. Después de venir en su ayuda cuando es acosada por algunos de los clientes del salón, quienes trataron de llevársela, los McCall son invitados a cenar a su casa, y ellos aceptan. Allí, se revela que ella es la amante de Juan "Juárez" Mendoza, el criminal más notorio de México. Ella coquetea con Ray y le controla cuando dice que mataría a Juárez para estar con ella. Después de la comida, Juárez les deja entrar en su plan para encontrar el tesoro, prometiéndoles una parte del mismo si le ayudan. Primero pide a los McCall que saquen a un hombre llamado Devlin, quien también va tras el tesoro, y que mató y torturó a cientos de residentes, reclamando sus tierras.
Por otra parte, una tribu apache está discutiendo si hacer la guerra a "los blancos". Su líder, Running River (Río Rápido), le ordena a su hijo, Seeing Farther (Vista Lejana), que obtenga más de 300 fusiles para la tribu. Dicen que van a obtener las armas de la gente que odia a los blancos, como ellos. Running River explica que les va a dar el medallón a ellos para conseguir los fusiles.
Mientras tanto, los McCall regresan a Juárez después de matar a Devlin. Juárez le ordena a los hermanos que se reúnan con los apaches para intercambiar los fusiles por un medallón que poseen, que él señala que es la clave para encontrar el tesoro. Antes de que los McCall partan, Thomas enfrenta a Marisa y ella revela su amor por él, al que él responde, besándola.
En el lugar de reunión, encuentran que el traficante de armas de Juárez ha sido encarcelado después de ser capturado por los Pinkerton. Los McCall llegan a la ciudad para sacarlo de la cárcel y entregarlo a Juárez. Allí, el traficante de armas se revela como el Coronel Barnsby, teniendo vendas desgastadas cubriendo su cabeza entera. Él se enfrenta a Juárez y le dice que si quiere los fusiles, se debe encargar de los hermanos McCall, a lo que no oímos a Juárez responder. En lo que debía ser una reunión con Juárez en una mina abandonada, Barnsby y sus hombres emboscan a los hermanos y los atan. William se las arregla para liberarse, a Ray y a Thomas. Se escapan de la mina y logran alcanzar a Juárez y Marisa en territorio comanche, que afirma que es inocente y que no sabe nada sobre los planes de Barnsby. Los apaches finalmente confrontan a Juárez, revelando que William le dijo a Seeing Farther que los fusiles no servían. Los McCall y Marisa son llevados de vuelta a la aldea, y Seeing Farther acepta ayudarlos a encontrar el medallón. A continuación, se infiltran en territorio navajo y recuperan el medallón, destruyendo la presa.
A su regreso, Seeing Farther formula un plan para que Marisa y William salgan del campamento pidiendo a Ray y Thomas que distraigan a la tribu apache mientras enseña a William y Marisa cómo usar el medallón, diciendo que "deben luchar por algo importante". Cuando Ray se enfrenta a Thomas sobre esto, preguntándole qué es importante para ambos revela su relación con Marisa, desatando una pelea entre los dos, efectivamente distrayendo a la tribu y enemistando a los hermanos. El plan sale mal, sin embargo, cuando el ejército de Barnsby localiza a los hermanos y destruye la aldea india dejando sólo al jefe y a Seeing Farther con vida. Seeing Farther, William y Marisa son tomados como rehenes y sólo serán devueltos por entregarles el medallón. Ray y Thomas deciden rescatarlos, y llegan con Running River a una vieja ciudad fantasma. Allí, Ray dice que una vez que hayan terminado, no quiere ver a Thomas de vuelta. Los hermanos derrotan a los hombres de Barnsby, pero para cuando llegan hasta Seeing Farther, ya está herido de muerte. Moribundo, afirma que William y Marisa siguen vivos, capturados por Juárez, y cuando muere, su padre se prepara para matar a Juárez, y explica los orígenes de Seeing Farther a los hermanos.
Mientras tanto, en su fuerte, Juárez interroga a William sobre el uso del medallón. Él se niega a hablar, lo que sólo agrava aún más a Juárez. Más tarde, Marisa llega, distrayendo a los hombres de Juárez, y mientras que William está enojado con ella por destruir su familia, Marisa le confiesa que ella fue violada por su padrastro cuando tenía 11 años, y ella lo dejó para poder tener algo que comer, y que Juárez no es diferente. También admite que ama a Thomas, cuando se dio cuenta de que estar con Ray no cambiará nada. Ella le da una pistola y se va, sin saber que Juárez los estaba viendo. Juárez llega más tarde, diciendo que él quiere ver si "su Dios lo protegerá". Él hace que uno de sus hombres lo ataque con un cuchillo, lo que obliga a William a dispararle, espantándolo entre lágrimas. Juárez se va y ordena a sus hombres matarlo. Después de eso, Marisa llora por él, y él le dice que la pondrá en la esclavitud por sus acciones. Ella le confiesa que está embarazada de un hijo suyo. Él se va, pero ella lo noquea y toma el medallón.
Mientras tanto, Ray y Thomas están fuera de la fortaleza. Thomas va por encima del muro y espera la señal de Ray, que está volando las puertas principales. Después de eso, se infiltra en los suelos y deja los caballos en el establo para que pudiesen escapar. Tras llevarse los caballos, él se desenfunda rápido con uno de los lugartenientes de Juárez, matándolo. Él espera a Ray y William, cuando Marisa aparece con el medallón, diciéndole que Juárez ha matado a William y que deben abandonar el campamento, teniendo el medallón en su poder y sabiendo cómo usarlo. Después de cierto convencimiento, él acepta.
Mientras Thomas estaba saltando por el muro, Ray le dio la señal a Thomas haciendo explotar las puertas, golpeando algunos de los hombres de Juárez, como él llega y salva a William justo antes de ser asesinado. Él liquida a varios hombres, pero se encuentra incapaz de alcanzar el establo por la gran cantidad de hombres de Juárez que disparan. Él va a las cuevas, acabando con los hombres de Juárez y se reúne con él cara a cara. En un duelo, él le dispara, pero no es capaz de encontrar su cuerpo, que cayó en lo profundo del agua. Después, Ray y William escapan de las cuevas.
Ray sigue a Thomas y Marisa a la bóveda del tesoro. Los hermanos se enfrentan entre sí como lo hicieron al comienzo de la historia. Escuchamos las palabras de William del principio y sus ojos, y se mueve entre ellos y declara que no permitirá a Ray dispararle a Thomas. William alcanza su bolsillo y Ray le dispara, dándose cuenta más tarde que sólo estaba tratando de sacar su Biblia. William se desploma y muere, y su Biblia cae a los pies de Barnsby quien comenta que parece que el tesoro realmente está maldito. Una trampa se activa, haciendo que la cámara se llene de arena, obligando a los McCall a transladarse a terreno más alto, defendiéndose de los hombres de Barnsby mientras avanzan. Finalmente, los McCall confrontan a Barnsby y uno de los hermanos se enfrenta a él en un duelo, disparando a Barnsby, cuyo cuerpo cae y es enterrado por la arena.
Los McCall, junto con Marisa, deciden abandonar el tesoro, diciendo que desde el principio fue su culpa ser tan necios sobre el tesoro. El sacrificio de William impulsa a Ray a retirarse de ser un pistolero y forajido y convertirse en un sacerdote, y lleva la Biblia de William con él desde entonces. Más tarde, Thomas se casa con Marisa, con Ray como sacerdote. Marisa pasa su tiempo con Thomas en su vieja granja familiar, y ella lleva el medallón como amuleto. Pocos meses después, ella dio a luz al bebé de Juárez, al que llama Billy, en honor a su difunto cuñado.

## Jugabilidad
Según sus creadores Call of Juarez: Bound in Blood tenía por objeto hacer la experiencia del jugador como el "mejor Oeste jamás creado". El juego deriva del género spaghetti-western: pistoleros, forajidos, duelos, escapes de prisión, asaltos a bancos, persecuciones en diligencia y conflictos con nativos americanos, similar a otro juego western, Gun. Cuenta con dos personajes, los hermanos Ray y Thomas. La trama del juego se ambienta en el período de la guerra civil estadounidense y presenta las aventuras de dos hermanos en diferentes partes de Norteamérica.
Antes de la mayoría de las misiones, el jugador puede elegir entre uno de los dos hermanos, pero a veces sólo hay uno disponible. Aunque el modo historia del juego es bastante corto, cada hermano tiene un efecto diferente en las misiones: a menudo el jugador se encontrará con sendas divididas sea cualquiera de los hermanos que elija, o ciertos puntos clave en los que un hermano necesita hacer cosas particulares, mientras que el otro haga algo más. Por ejemplo, Thomas puede situarse en los techos de los edificios para tener un punto de vista desde donde cubrir a Ray mientras ataca/dinamita ciertas áreas. El modo historia de un hermano será muy diferente que el del otro. Al principio el juego sólo se mueve de una misión a otra, pero una vez que el juego se abre, entre algunas misiones habrá un mundo abierto libre donde el jugador puede tomar misiones secundarias como cazarrecompensas o mercenario, respectivamente, ya sea de ataque o defensa, y otros tipos de misiones secundarias. En cada misión y en cada mundo libre habrá un comerciante que venderá al jugador ciertas armas disponibles de distintas calidades.
En cada zona del mundo libre hay una ciudad pequeña, un comerciante y en el desierto, el jugador puede encontrar edificios en ruinas, granjas, campamentos y bandidos que pueden estar ocupándolos. Los bandidos también se esconden en puntos de la carretera para emboscar gente, atacando a la gente en los caminos y robando caravanas. Está en manos del jugador salvar a la gente que es atacada. A lo largo del juego hay "secretos" más comúnmente encontrados en cofres que desbloquearán ilustraciones o conversaciones entre los dos hermanos, llamados recuerdos, que se puede ver en el menú. Los cofres también pueden contener dinero, dinamita o munición.
Al final de la mayoría de las misiones el jugador tendrá un "Duelo" con el líder del grupo que el jugador está combatiendo. En las misiones cazarrecompensas el jugador tiene que derrotar primero al líder en un tiroteo antes de retar al jugador a un duelo final. Durante el duelo el personaje del jugador rodeará al oponente con la mano cerniéndose sobre el arma esperando que la "campana" suene antes de que desenfunde. El jugador tiene que tratar de mantener la mano de su personaje lo más cerca posible del arma moviendo la palanca de mando/el ratón hacia la pistola, sin tocarla, ya que esto restablecerá la distancia entre su mano y la pistola. El jugador también tiene que mantener al oponente alineado con el tiro moviéndose en la dirección opuesta mientras se mueve. El centro del tiro estará justo en el centro de la pantalla en el lado derecho. Tan pronto como suene la campana, el jugador tiene un período muy corto de tiempo para mover la mano hacia el arma para desenfundarla, luego pegar el tiro cuando el retículo se alinea con su oponente. Si el primer tiro falla, o el arma se desenfunda demasiado tarde, el oponente tirará al personaje del jugador. A medida que el jugador progresa en el juego los duelos se hacen más difíciles, los oponentes circundarán más para despistar el objetivo del jugador y desenfundan más rápido.

### Personajes
Call of Juarez: Bound in Blood cuenta con dos personajes jugables: los hermanos Ray y Thomas. Los personajes difieren entre sí lo que afecta fuertemente a la jugabilidad.
- Ray McCall: El mayor de los dos hermanos jugables, prefiere un estilo de combate cercano y las tareas que requieran el uso de la fuerza bruta. De los dos, él también es más letal con armas dobles y dinamita.[10] Ray es más resistente al daño y tiene una resistencia significativamente mayor. La habilidad de "efecto bala" de Ray permite al jugador disparar a 24 objetivos con una precisión perfecta (usando de las llamadas pistolas "Volcano", que son repetidoras volcánicas Smith andd Wesson). Ray McCall recibe voz de Marc Alaimo.

- Thomas McCall: Un tirador de primera con un estilo de combate de largo alcance, utilizando fusiles, cuchillos arrojadizos, y un arco de caza. También tiene sigilo, usando armas "silenciosas" como los cuchillos y el arco.[10] Adicionalmente él puede utilizar un lazo para acceder a lugares de otro modo inaccesibles.[11][12] El efecto bala de Thomas sólo le permite al jugador disparar a 6 enemigos a la vez, pero tiene un rango más amplio de objetivos. El jugador debe simular el disparar "desde la cadera" de Thomas manteniendo pulsado el botón de disparo y mover el stick analógico o el ratón adelante y atrás.

- William McCall: El hermano menor y no jugable es un sacerdote que sigue a sus hermanos a todas partes, creyendo que es su deber convertirlos "a la luz". Él seguirá a los hermanos a tiroteos y debe ser protegido. Él siempre está tratando de convencer a sus hermanos de no meterse en problemas, pero al final acaba convirtiéndose en un "pecador", como Juárez dijo que lo haría, cuando se ve obligado a matar en defensa propia. El último acto de William es detener a sus dos hermanos de matarse uno a otro. De pie entre ellos él dice que va a "desenfundar a la cuenta de tres". Ray le dispara, pero se da cuenta de que William sólo quería sea alcanzar su Biblia. La abnegación de William inspira a Ray a ser sacerdote. En Call of Juarez, El reverendo Ray McCall lleva la Biblia de William con él, y el protagonista de Call of Juarez,  Billy Candela es presumiblemente llamado así en memoria del hermano menor McCall.

- Juárez: Su nombre real es Juan Mendoza. Un poderoso líder de bandidos mexicano, apodado Juárez por la ciudad en la que nació, es uno de los principales antagonistas, pero al principio es un aliado. Los hermanos McCall conocen a Juárez cuando salvaron a Marisa de un grupo de bandidos que la toman por una prostituta común. La razón de los hermanos McCall por estar en México es encontrar el tesoro perdido de Cortés; Juárez también está buscándolo y emplea a los hermanos McCall para ayudarlo a encontrarlo por un porcentaje. En el momento Marisa es su amante; eso genera muchos de los conflictos entre él y Ray porque Ray secretamente la ama. Juárez también es el padre biológico de William "Billy Candela", el protagonista de Call of Juarez.

### Armas
Las armas en el juego son recreadas a partir de sus contrapartes históricas del siglo XIX, pero no hay mosquetes ni fusiles de avancarga, las armas más utilizadas durante la Guerra de Secesión. El jugador puede elegir entre diferentes tipos de pistolas, fusiles, escopetas y armas pesadas (ametralladora Gatling). Durante el juego, los cañones están también disponibles. Aparte de las armas de fuego convencionales, los personajes pueden usar otras armas tales como cuchillos arrojadizos o arcos.

### Multijugador
Los modos multijugador del juego son sobre todo en equipo, con una variedad de objetivos y clases de personajes disponibles. Un equipo hace de "Policías", con otro jugando como "Forajidos" - en algunos estilos de juego, los jugadores intercambian equipos después de cada partida para jugar en el otro lado del encuentro. El juego utiliza un sistema de recompensas por anotar, con los jugadores que han matado un gran número de enemigos siendo de más valor para sus oponentes. Algunos mapas multijugador están directamente inspirados en famosas escenas de películas del Oeste, incluyendo un set en el OK Corral.
El lanzamiento para PC originalmente no ha dedicado soporte de servidor o software antitrampas, pero el 2 de diciembre, Ubisoft lanzó archivos que permiten soporte de servidor dedicado para Bound in Blood.

## Recepción
Call of Juarez: Bound in Blood recibió críticas en su mayoría positivas. Agregando los sitios web de reseñas GameRankings y Metacritic dio a la versión de PC 79,00% y 78/100, a la versión de Xbox 360 78.52% y 77/100 y a la versión de PlayStation 3 78.33% y 78/100.
El análisis de GameSpot criticó la corta duración de la campaña para un solo jugador y carente IA, pero elogió su "auténtica sensación western", los gráficos y jugabilidad trepidante.
Jeff Haynes de IGN elogió el sonido y la presentación del juego, pero criticó el modo de juego por la falta de variedad en las tareas.

## Secuela
Un tercer juego de la serie llamado Call of Juarez: The Cartel fue lanzada el 19 de julio de 2011. El tercer juego se sitúa en un entorno actual. Las ubicaciones toman lugar desde Los Ángeles, California a Juárez, México.